# Kladeruby
Kladeruby (v místním nářečí Kladruby) jsou obec v okrese Vsetín ve Zlínském kraji. Žije zde 477 obyvatel.

## Historie
První písemná zmínka o obci pochází z listiny olomouckého biskupa Jindřicha Zdíka 1141 (Cladorubeh), která obsahuje soupis vsí v majetku biskupství. Obec mívala obchod.

## Obyvatelstvo
| Rok            | 1869 | 1880 | 1890 | 1900 | 1910 | 1921 | 1930 | 1950 | 1961 | 1970 | 1980 | 1991 | 2001 | 2011 | 2021 |
| -------------- | ---- | ---- | ---- | ---- | ---- | ---- | ---- | ---- | ---- | ---- | ---- | ---- | ---- | ---- | ---- |
| Počet obyvatel | 501  | 498  | 518  | 491  | 532  | 507  | 512  | 461  | 489  | 501  | 492  | 439  | 442  | 429  | 451  |
| Počet domů     | 93   | 97   | 100  | 101  | 103  | 105  | 123  | 124  | 113  | 128  | 122  | 148  | 146  | 152  | 155  |

## Obecní správa

### Obecní symboly
Znak a vlajka byly obci uděleny rozhodnutím předsedy Poslanecké sněmovny Parlamentu České republiky dne 1. února 1994.

## Pamětihodnosti
- Kostel svatého Cyrila a Metoděje z roku 1999
- Kaple se zvonicí na návsi z roku 1843
- Kamenný kříž u silnice ve směru na Kelč

## Sport
V Kladerubech sídlí fotbalový klub TJ Kladeruby, který byl založen roku 1972. Tým hraje III. třídu skupinu A v okrese Vsetín. Domácí zápasy hraje klub na fotbalovém hřišti U Mlýna v Kladerubech.

## Galerie

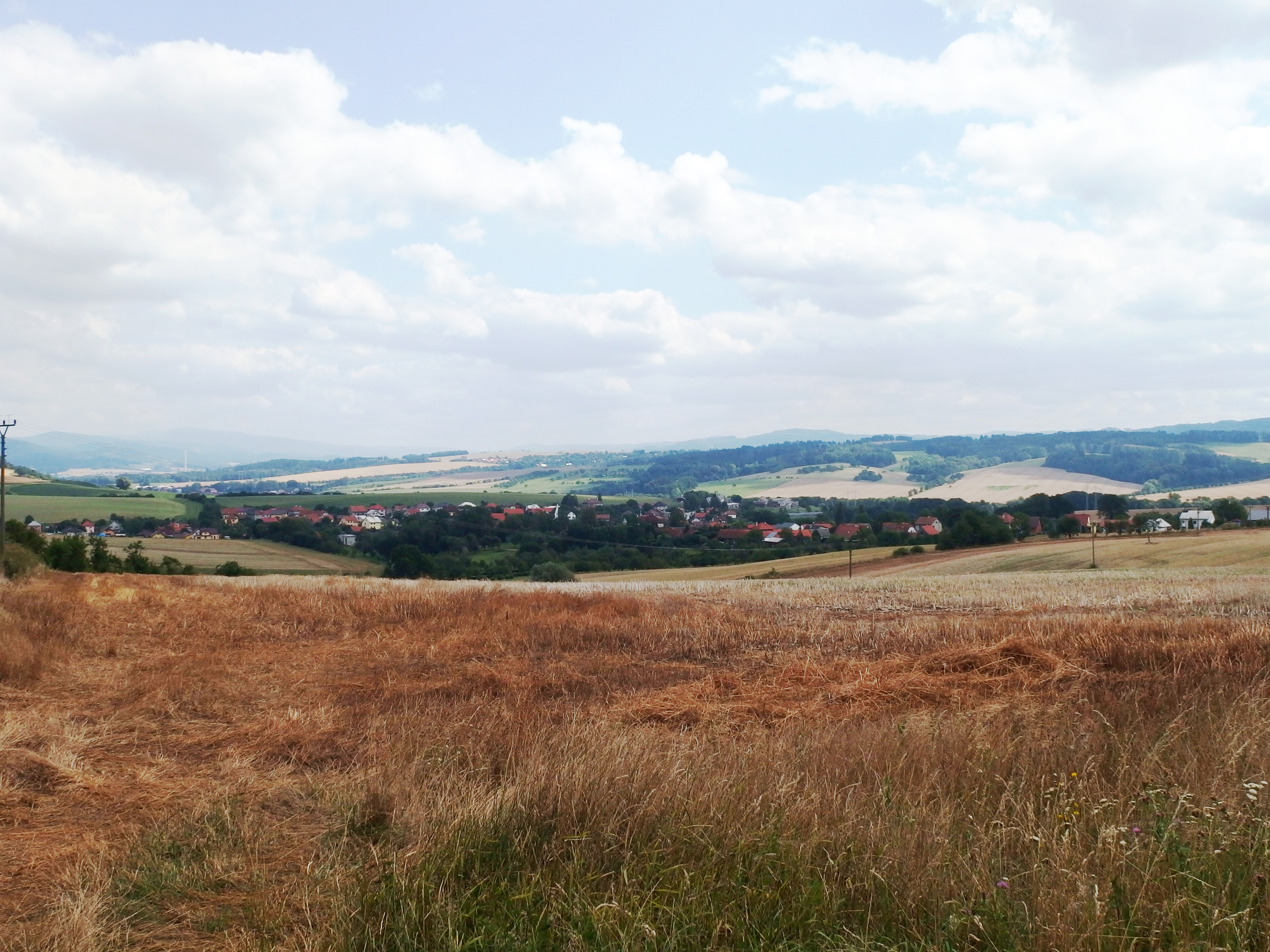
Celkový pohled od Němetic
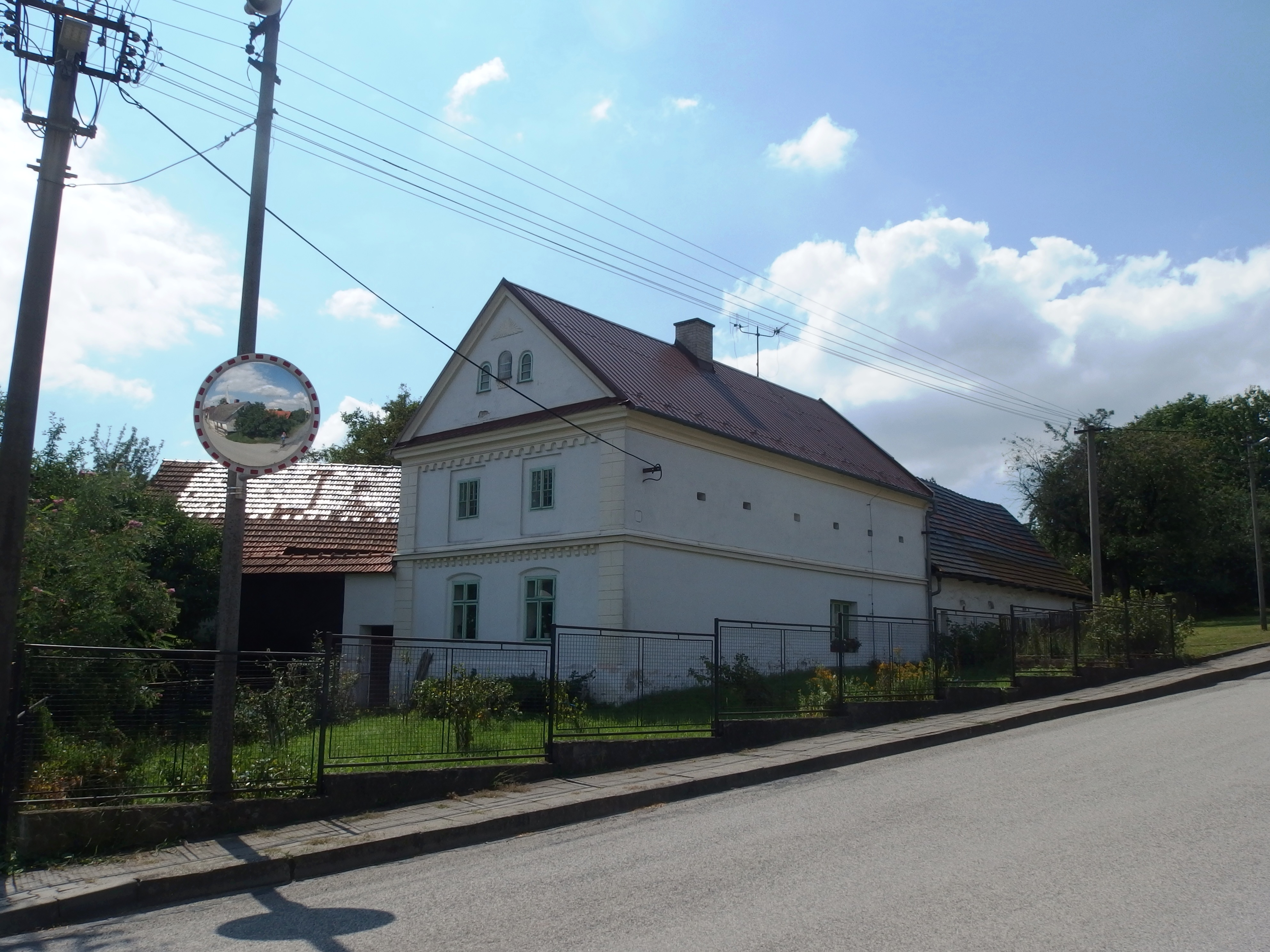
Památkově chráněný zemědělský dvůr
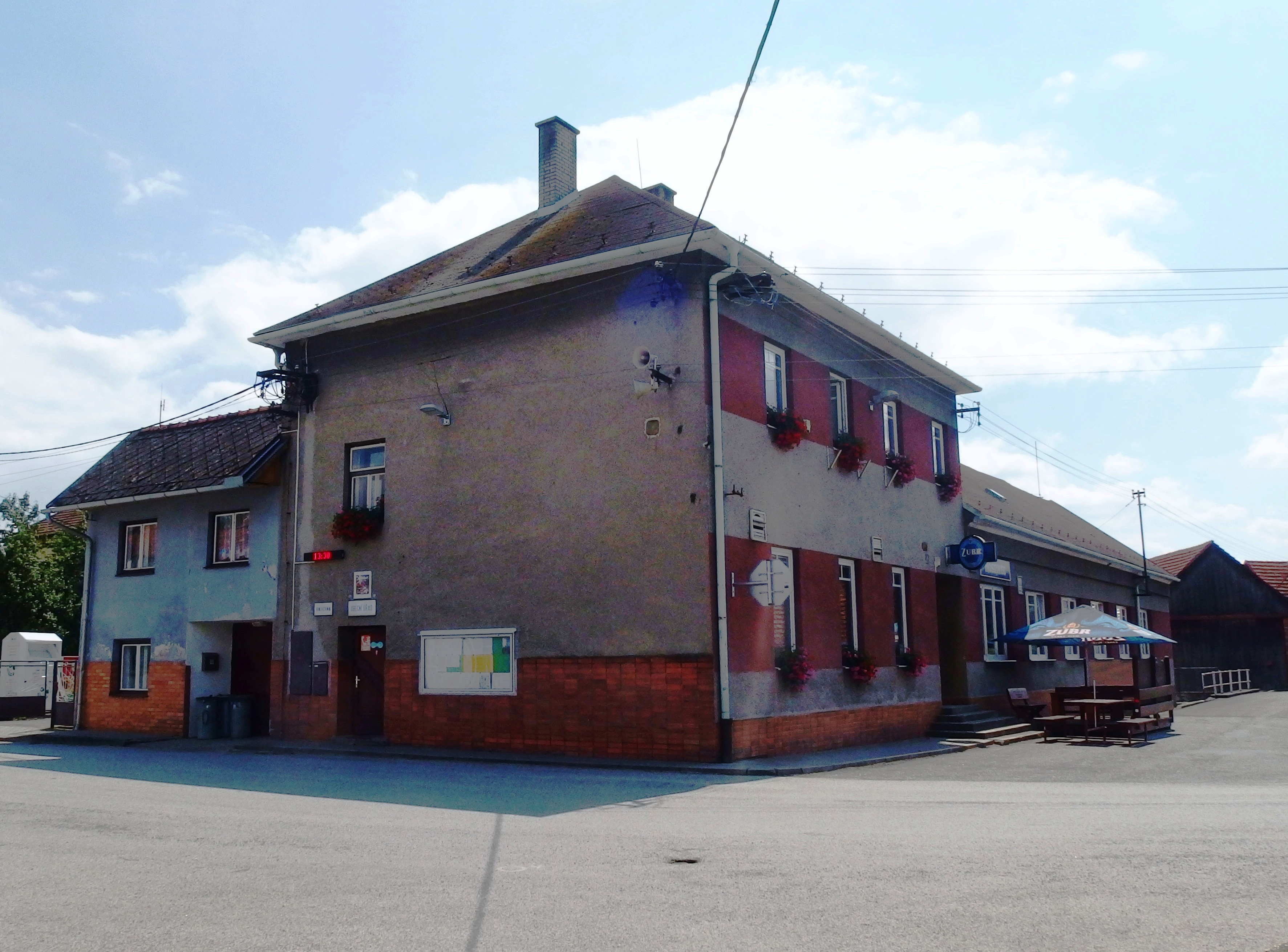
Obecní úřad
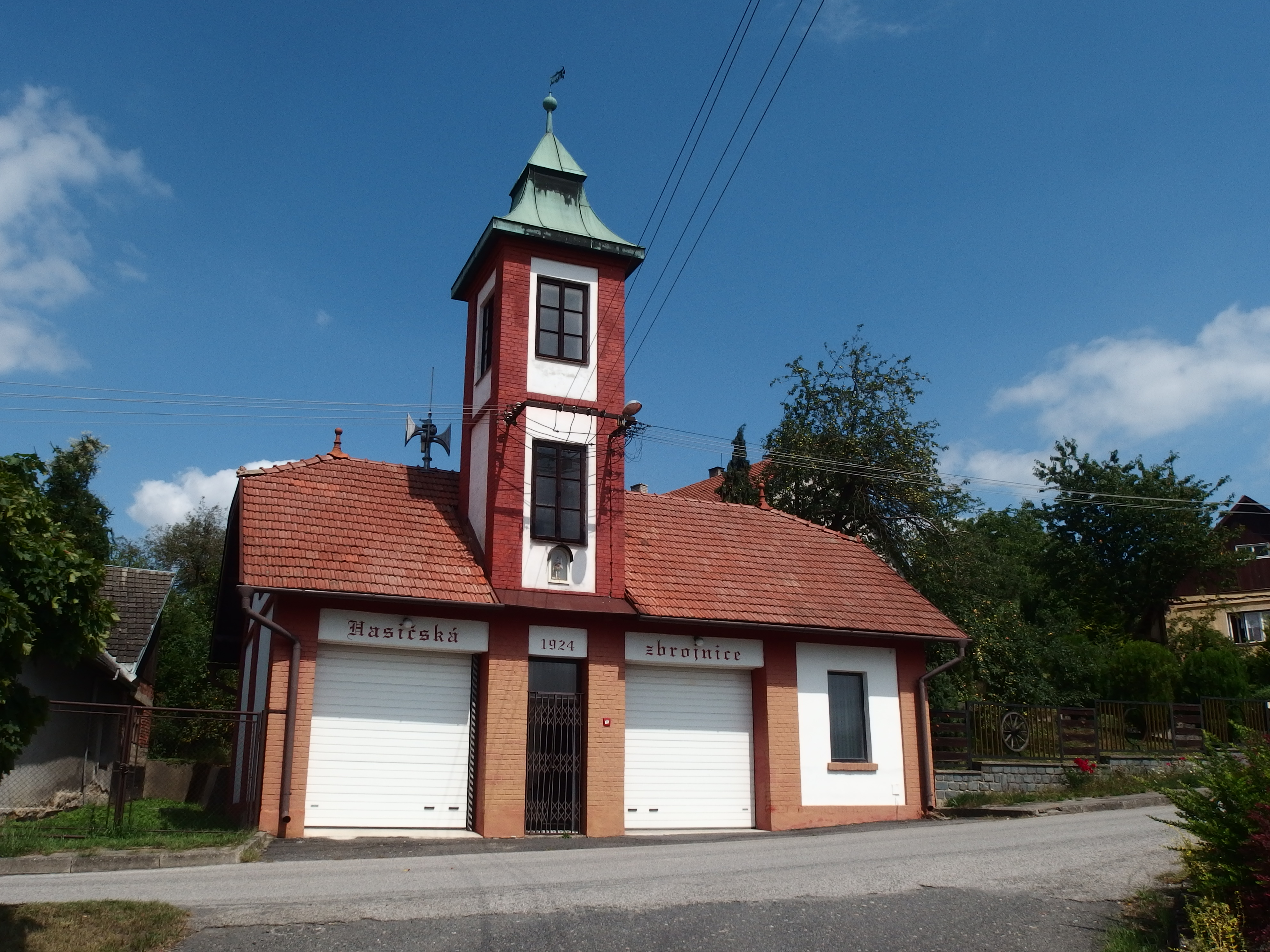
Hasičská zbrojnice